# Gitano (pel·lícula)
Gitano és una pel·lícula espanyola de l'any 2000, dirigida per Manuel Palacios i protagonitzada pel ballador Joaquín Cortés i Laetitia Casta.

## Sinopsi
Després de passar dos anys en la presó per un delicte que no va cometre, el percussionista gitano Andrés Heredia recobra la llibertat. El seu únic objectiu és començar una nova vida i oblidar el passat. Però l'odi, el rancor i la set de venjança de la seva família l'enfronten a la fosca trama que el va portar a presó... i a la dona que el va trair quan el va deixar per un altre home.

## Repartiment
- Joaquín Cortés: Andrés Heredia
- Laetitia Casta: Lucía Junco
- Marta Belaustegui: Lola Junco
- Ginés García Millán: El Peque
- Pilar Bardem: Pepa Molina
- Antonio Carmona: Romero
- José Manuel Lorenzo: El Chino

## Recepció
La pel·lícula va comptar amb un guió del famós novel·lista Arturo Pérez Reverte, no obstant això va ser un fracàs de taquilla i sobretot de crítica, considerant-la una de les pitjors pel·lícules de l'any. Tot i així fou nominada al Goya a la millor cançó original (Abigail Marcet i Arturo Pérez Reverte).